# Hippolyte et Aricie
Hippolyte et Aricie – typowa dla francuskiej tradycji operowej i dla twórczości Jeana-Philippe’a Rameau opera skomponowana dla opery w Paryżu na sezon 1733 roku. Był to tak zwana tragedia liryczna - tragédie lyrique) – 5 aktów z prologiem. Druga wersja powstała w 1742 roku.

## Historia utworu
Swój pierwszy utwór, napisany do farsy Alexisa Pirona L'Endriaque, Rameau wystawił w Saint-Germain w 1723 roku. Od tego czasu przez dziesięć lat współpracował z tym autorem. W 1732 roku pod wrażeniem Jeftego Montéclaira, postanowił spróbować swych sił w tragedii. Z prośbą o tekst zwrócił się do librecisty Jeftego księdza Pellegrina, którego mógł spotkać u swego protektora, królewskiego ministra podatków La Pouplinière'a. Na wiosnę 1733 roku przesłuchano pierwszy akt utworu u księcia de Carignan. Premiera miała miejsce 1 października w Académie Royale de Musique. Wystawienie opery nie było pozbawione trudności, ze względu na opór wykonawców (trzeba było między innymi skreślić drugi tercet Parek). doprowadziło też do pierwszego ze sporów estetycznych, w które obfitowała twórczość Rameau: batalii pomiędzy „Lullystami” a „Ramistami” (zwanymi też złośliwie ramoneurs – kominiarzami), olśnionymi geniuszem pięćdziesięcioletniego debiutanta. Przy okazji tego sporu po raz pierwszy użyto terminu „barokowy”. Pomimo skandalu opera odniosła wielki sukces. Była grana 40 razy w pierwszej serii, prawie tyleż w drugiej (1742-43), 24 razy w 1757 roku i 14 w 1767, w sumie 123 razy.
Po stuletniej nieobecności utwór powrócił na deski w Genewie w 1903 roku. Pięć lat później został wystawiony w Paryżu (dyr. Paul Vidal, Lucienne Bréval jako Fedra, a Yvonne Gall jako Arycja). W Bazylei w 1931 roku utwór został wystawiony po niemiecku. Prawdziwym odkryciem Hipolita i Arycji stało się jednak dopiero wystawienie utworu w 1965 w Bimingham przez Thurstona Darta i Anthony’ego Lewisa. Wśród nowszych produkcji warta wspomnienia jest inscenizacja z festiwalu w Aix-en-Provence z 1983 roku pod dyrekcją Johna Eliota Gardinera z Johnem Alerem, Rachel Yakar, Jessye Norman, José van Damem, Jules'em Bastinem i Jenifer Smith.

## Osoby

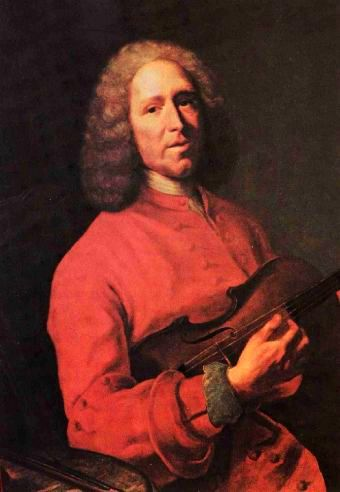
Jean-Philippe Rameau

| Rola                                      | Głos              | Aktor                                    |
| ----------------------------------------- | ----------------- | ---------------------------------------- |
| Diana, rzymska bogini łowów               | sopran            | p. Eremans                               |
| Amor, bóg miłości                         | tenor             | Pierre Jélyote                           |
| Jowisz, król bogów                        | bas               |                                          |
| Arycja, księżniczka zakochana w Hipolicie | sopran            | Marie Pelissier                          |
| Hipolit, syn Tezeusza                     | tenor             | Denis-François Tribou                    |
| Tezeusz, heros ateński                    | bas               | Claude-Louis-Dominique Chasse de Chinais |
| Fedra, żona Tezeusza                      | mezzosopran       | Marie Antier                             |
| Oenona, służąca Fedry                     | sopran            | p. Monville                              |
| Arkas, przyjaciel Tezeusza                | tenor             | Louis-Antoine Cuvilliers                 |
| Pluton, bóg podziemi                      | baryton           | Jean Dun                                 |
| Tyzyfona, jedna z Erynii                  | tenor             | Louis-Antoine Cuvilliers                 |
| Trzy Parki, boginie przeznaczenia         | tenor baryton bas | Pierre Jélyote Cuvilliers Cuignier       |
| Kapłanka, pasterka, marynarz, łowczyni    | sopran            | p. Petitpas                              |

## Treść

### Prolog
Diana włada swym królestwem, zagraża jej jednak Amor, który nie myśli ustąpić. Diana wzywa na pomoc Jowisza, który decyduje, że Amorowi wolno raz do roku robić co zechce w królestwie bogini. Diana nie chce na to patrzyć i oddala się, by pomóc Arycji i Hipolitowi. Amor tymczasem roztacza uroki miłości przed dziewiczym dworem Diany.

### Akt I
Księżniczka Arycja, ostatnia z rodu, rządzącego dawniej, podbitym przez Tezeusza Trojzenem, ma zostać kapłanką w świątyni Diany. Kocha jednak syna Tezeusza, Hipolita. Hipolit próbuje ją zniechęcić. Młodzi wyznają sobie miłość i proszą Dianę o ratunek. Fedra, która podejrzewa Arycję o miłość do Hipolita, nakazuje zburzyć świątynię. Diana staje jednak w obronie młodych. Fedra miota się w bezsilnej złości, kiedy nadchodzi Arkas z wiadomością, że Tezeusz wstąpił do Hadesu. Sądząc, że Tezeusz nie żyje Oenona radzi królowej, by wyznała Hipolitowi swą miłość i ofiarowała mu władzę nad Atenami. Fedra wątpi jednak w powodzenie tego planu.

### Akt II
Tyzyfona przyprowadza Tezeusza przed oblicze Plutona. Tezeusz prosi boga świata podziemnego o łaskę, by mógł zostać w jego królestwie w zamian za przyjaciela. Pluton odmawia mu jednak. Nikt nie ma możliwości wybierać sobie chwili śmierci. Tezeusz nie może zastąpić przyjaciela, nie może też wszakże bezkarnie wyjść z podziemi. Zostanie tu jako żywy niewolnik do śmierci. Zrozpaczony Tezeusz wzywa na pomoc swego ojca Posejdona, który obiecał mu, że spełni jego trzy życzenia. Pierwszym było umożliwienie mu zejścia do podziemi, drugim niech będzie umożliwienie wyjścia. Pluton ulega prośbie brata i wypuszcza Tezeusza. Przed wyjściem bohatera zwraca się jednak do Parek, by objawiły mu jego przyszłość. Chociaż opuści piekło, znajdzie piekło w swym domu.

### Akt III
Fedra wzywa Wenus, żeby skłoniła ku niej serce Hipolita. Młodzieniec nadchodzi i jest zdziwiony, że Fedra, o której myślał, że go nienawidzi, jest mu przychylna, a nawet ofiaruje mu tron. Kiedy jednak wyjawia jej swą miłość do Arycji wpada w gniew i prosi w rozpaczy Hipolita, żeby przebił ją swym mieczem. Gdy próbuje wyrwać mu miecz i skierować go przeciw sobie wchodzi Tezeusz. Skonfundowana Fedra wychodzi, a Hipolit odmawia złożenia wyjaśnień. Oenona, chcąc ratować swą panią, oskarża Hipolita o próbę gwałtu na niej. Tezeusz jest zdruzgotany, musi jednak wziąć udział w uroczystych obchodach ku czci boga morza, przygotowanych przez jego poddanych. Po zakończeniu uroczystości Tezeusz wzywa Posejdona, by spełnił jego ostatnie życzenie – prosi boga o śmierć dla swego syna.

### Akt IV
Hipolit wygnany przez ojca rozpacza. Arycja martwi się, że pozbawiona opieki Hipolita, nie będzie umiała się obronić przed Fedrą. Hipolit proponuje, by udała się na wygnanie wraz z nim. Oboje ślubują sobie dozgonną wierność przed obliczem Diany. Mieszkańcy Trojzenu czczą boginię uroczystym polowaniem. Przerywa je gwałtowna burza morska. Z odmętów wyłania się straszliwy potwór. Hipolit rzuca się naprzeciw niego i ginie. Śmierć bohatera wywołuje rozpacz i wyrzuty sumienia Fedry.

### Akt V
Konająca Fedra wyznaje swoją winę Tezeuszowi. Tezeusz chce popełnić samobójstwo. Powstrzymuje go Posejdon, który objawia, że Hipolit żyje. Ocaliła go bogini Diana. Tezeusz nie uniknie jednak kary nie zobaczy już więcej syna. Arycja budzi się w czarownym gaju, który będzie odtąd nosił jej imię i z rozkazu Diany będzie jej królestwem. W rządach wesprze ją jej cudownie odzyskany małżonek. Tragedię zamyka nowe święto lasu.